# ستارا راوا
ستارا راوا (به لهستانی:  Stara Rawa) یک روستا در لهستان است که در گمینا نوو کاونچن واقع شده‌است. ستارا راوا ۲۸۰ نفر جمعیت دارد.